# Kurkse
Kurkse est un village de la commune de Padise du comté de Harju en Estonie.

## Géographie
Kurkse est un village de la commune de Lääne-Harju du comté de Harju.
Il est situé sur la côte détroit de Kurkse de la baie de Paldiski. 
La côte du village de Kurkse se trouve dans la zone de conservation de Pakri (et).
Situé dans le village, le port de Kurkseest un port de plaisance spacieux avec 50 postes d'amarrage et abrité par une jetée du nord-ouest. 
Le port a été relié à l'île de Väike-Pakri.
Dans les années 1992-2017, le village appartenait à la commune de Padise.
Au 31 décembre 2011, il comptait 21 habitants et 38 habitants au 1er janvier 2020.